# Ernst H. Gombrich
Ernst Hans Gombrich (n. 30 martie 1909, Viena, Austro-Ungaria – d. 3 noiembrie 2001, Londra, Anglia, Regatul Unit) a fost un istoric de artă originar din Austria. După ce s-a stabilit în Anglia în 1936, a devenit cetățean britanic naturalizat în 1947 și și-a petrecut cea mai mare parte a vieții sale de muncă în Regatul Unit.
Gombrich a fost autorul multor lucrări de istorie culturală și istorie a artei, precum O scurtă istorie a lumii, The Story of Art (o carte considerată pe larg ca una dintre cele mai accesibile introduceri în artele vizuale) sau Art and Illusion.